# 錫達拉皮茲 (內布拉斯加州)
錫達拉皮茲（英語：Cedar Rapids）是位於美國內布拉斯加州布恩縣的村。

## 人口
根據2020年美國人口普查的數據，錫達拉皮茲的面積為0.93平方千米，皆為陸地。當地共有人口382人，而人口密度為每平方千米411人。